# Хайнрихзон, Эрнст
Эрнст Хайнрихзон (нем. Ernst Heinrichsohn; 13 мая 1920, Берлин, Веймарская республика — 29 октября 1994, Гольдбах, Германия) — немецкий юрист, унтершарфюрер СС, один из нацистских преступников, ответственных за депортацию французских евреев в лагеря смерти. После войны стал мэром баварского города Бюргштадт.

## Биография
Эрнст Хайнрихзон родился 13 мая 1920 года в семье учителя. В Берлине посещал народную школу и гимназию. В 1939 году сдал экзамены на аттестат зрелости.
1 сентября 1939 года был призван в вермахт и участвовал в Польской кампании, однако потом был освобождён от службы по состоянию здоровья. В 1940 году начал изучать право в Берлине, но вскоре поступил на работу в Главное управление имперской безопасности. В сентябре 1940 года стал курсантом и сотрудником еврейского отдела департамента СД в Париже под руководством Теодора Даннекера. Его следующим начальником стал Гейнц Рётке. В 1942 году Хайнрихзон организовал депортацию десятков тысяч французских евреев в концлагерь Освенцим. Во время встречи, которую он провёл с французским префектом Жаном Леге, Хайнрихзон отметил: «В пятницу 28 августа 1942 года 25 тысяч евреев были депортированы»
На данной встрече Хайнрихзон также отмечал, что аресты «сентябрьской программы» были проведены совместно с «полицией, жандармерией и вермахтом». Когда 30 сентября 1942 года произошла задержка транспорта, Хайнрихзон, регулярно следивший за отъездом евреев из транзитного лагеря Дранси, также депортировал французского сенатора Пьера Масса (1879—1942) в концлагерь Освенцим. Для другого транспорта под 45 номером, 11 ноября 1942 года он выбрал 35 пожилых людей из больницы Ротшильда для того, чтобы увеличить количество депортированных лиц. В 1944 году был отозван в Главное управление имперской безопасности в Берлин. В последние недели войны присоединился к дивизии Войск СС «Принц Ойген».

### После войны
В начале июня 1945 года был арестован американскими войскам в Бюргштадте и интернирован в Хаммельбурге. В декабре 1946 года был освобождён. В ходе процедуры денацификации был отнесён к группе IV (освобождённые). Затем продолжил изучать право в Вюрцбурге и в 1953 году сдал первый, а в 1956 году второй государственный экзамен. С 1958 года работал адвокатом в Мильтенберге и состоял в Христианско-социальном союзе (ХСС). В 1952 году был избран на должность заместителя мэра Бюргштадта — родного города его жены. В 1960 году он стал уже мэром и приобрёл хорошую репутацию среди граждан, так как ему удалось предотвратить инкорпорацию Бюргштадта с Мильтенбергом. Кроме того, был членом крайстага города Мильтенберг. 7 марта 1956 года заочно был приговорён к смертной казни во Франции. В 1976 году по инициативе французского историка, пережившего Холокост, Сержа Кларсфельда была обнародована деятельность Хайнрихзона в военные годы. Однако он упорно заявлял перед советом, что не являлся сотрудником гестапо по фамилии «Хайнрихзон». Его заявления были приняты сообществом и советом ХСС, генеральный секретарь которого не хотел вмешиваться в ход расследования.
Ещё до начала судебного разбирательства Хайнрихзон был переизбран мэром, получив 85 % голосов и выдвинул свою кандидатуру в СДПГ. Высший земельный суд Бамберга не признал компрометирующие документы, опубликованные Кларсфельдом и его женой в 1977 году. В июне 1978 года в городе Мильтенберг состоялась политическая демонстрация, организованная Сержом Кларсфельдом и примерно 80 французами. Они испортили адвокатское бюро Хайнрихзона свастиками, развернули плакат с надписью: «Франц Йозеф Штраус защищает нацистского преступника Хайнрихзона» и сорвали рекламный щит юридической фирмы.

#### Осуждение
В 1979 году Хайнрихзону вместе с Куртом Лишкой и Гербертом Хагеном было предъявлено обвинение в «умышленных и незаконных, жестоких, коварных и немотивированных пособничествах в убийствах». Обвинение было основано на докладе, написанным историком Вольфгангом Шеффлером. Серж Кларсфельд собрал сборник документов от соистцов и файлы гестапо, найденные в Париже. Выяснилось участие Хайнрихзона в депортации греческих евреев и в депортации еврейских детей из Франции. Адвокат Хайнрихзона Рихард Хут отказал в праве Сержу Кларсфельду говорить от имени французских евреев. Хайнрихзон в суде заявил, что узнал об убийствах евреев только после войны. Однако его опознали свидетели; было доказано его участие в депортации маленьких детей и больных людей. 11 февраля 1980 года земельный суд Кёльна приговорил его к 6 годам тюремного заключения. Жители Бюргштадта собрали залог в 200 000 немецких марок, чтобы ему было позволено свободное перемещение на время апелляции. Но всё же в марте 1980 года он был взят под стражу из-за опасности побега. 16 июля 1981 года федеральный конституционный суд подтвердил приговор. 3 июня 1982 года высший земельный суд Бамберга освободил его досрочно. Свою вину Хайнрихзон не признал. Давал показания на процессе по делу Модеста фон Корффа, опять заявив, что ничего не знал об убийствах евреев. В дальнейшем жил с женой в Бюргштадте. Умер в 1994 году.